# مخلص البحيري
مخلص البحيري (15 سبتمبر 1943 - 29 أغسطس 2001 )، ممثل مصري.

## عن حياته
ولد في البدرشين في الجيزة، وتخرج في كلية الطب البيطري بجامعة القاهرة وعمل لسنوات طبيبًا بيطريًا في وزارة الزراعة، ثم التحق بمعهد الفنون المسرحية وتخرج فيه عام 1973 واتجه إلى العمل بالمسرح والتليفزيون وعمل في البيت الفني للمسرح، وقد قدم لفرقة البدرشين المسرحية عرضين مسرحيين في بداياته الفنية.

## من أعماله
- رياح الشرق
- الكراسي الموسيقية
- ما زال النيل يجري
- الوهم والسلاح
- دعوه للحب
- لن أعيش في جلباب أبي
- العيش والملح
- عمر بن عبدالعزيز
- رد قلبي
- الفجالة
- يا رجال العالم اتحدو
- البعض يأكلونها والعة
- أهلا يا بكوات
- الجازية
- هيرو شيما
- احذروا
- جواب ولاد الإيه
- غرميات عطوه أبو مطوة
- آخر همسه
- خداع البصر
- الساحرة
- درب عسكر
- الرجال لهم رؤوس
- رجال الله
- مدرسة المشاهدين
- يا مسافر وحدك
- حلم يوسف
- محاكمة السيد ميم

### مسلسلات
- لن أعيش في جلباب أبي
- وما زال النيل يجري
- أوبرا عايدة

### أفلام
- السادة الرجال[2]
- حكايات الغريب (فيلم تلفزيوني)
- أيام الغضب
- ناصر 56
- أيام السادات
- سيداتي أنساتي
- أرض الخوف

### مسرحيات
- أهلا يا بكوات
- الساحرة
- غراميات عطوة أبو مطوة

## وفاته
توفي في حادث تصادم على الطريق الصحراوي قرب مدينة الإسكندرية في 29 أغسطس 2001 عن عمر يناهز 58 عاماً.

## روابط خارجية
- مخلص البحيري على موقع الدهليز
- مخلص البحيري على موقع قاعدة بيانات الأفلام العربية